# Jean-Baptiste-Henri de Valincour

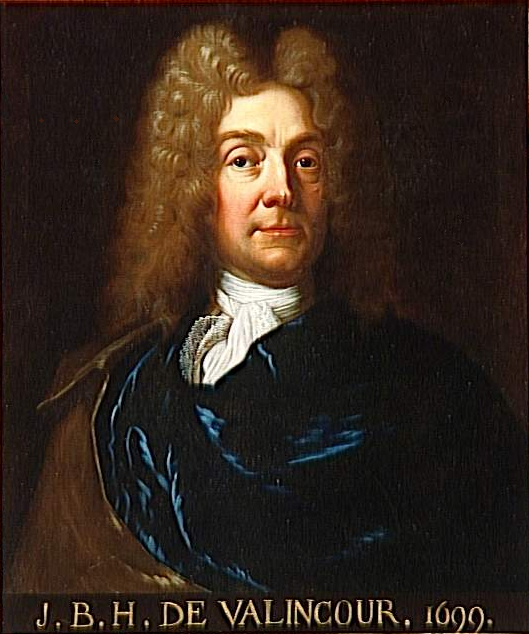
Chân dung Jean-Baptiste-Henri du Trousset de Valincourt

Jean-Baptiste Henri de Trousset, Huân tước Valincour hoặc Valincourt (ngày 1 tháng 3 năm 1653, Paris – ngày 4 tháng 1 năm 1730) là đô đốc, nhà văn và học giả người Pháp sống dưới thời Louis XIV và Louis XV.
Ông là bạn thân của Đại Pháp quan d'Aguesseau, nhà văn Racine (được Valincour kế tục chức danh viện sĩ trong Viện Hàn lâm Pháp vào năm 1699 đồng thời là nhà chép sử chính thức của vua Louis XIV) và nhà viết kịch Boileau (Valincour có góp sức mình cho tác phẩm châm biếm thứ mười một của Boileau nhan đề Luận về danh dự đúng và sai (1698), và cũng hoàn tất việc xuất bản các tác phẩm của Boileau vào năm 1713).
Nhờ sự bảo trợ của Jacques-Bénigne Bossuet, ông được nhận vào phụng sự gia quyến của ngài Louis-Alexandre de Bourbon, Bá tước Toulouse, nhờ chuyên cần trong công việc mà leo lên tới chức Bộ trưởng Hải quân rồi về sau ra làm Tham mưu trưởng Bộ Tư lệnh dưới quyền hoàng thân. Ông còn được Viện Hàn lâm Khoa học Pháp phong làm thành viên danh dự vào năm 1721.
Bản thân ông viết rất ít, chủ yếu là sáng tác truyện ngắn, ngụ ngôn, thơ ca, sách lịch sử và bản dịch tác phẩm cổ điển của các nhà thơ Latinh, đặc biệt là Horace. Thị hiếu văn học và cách phê bình của Valincour cho thấy ông chính là đại diện tiêu biểu cho chủ nghĩa cổ điển Pháp thế kỷ 17.

## Tác phẩm
- Lettres à la marquise de *** sur "La princesse de Clèves" , Paris, 1678, in-12 (bản in lại năm 1926)
- Vie de François de Lorraine, duc de Guise, Paris, 1681, in-12
- Đề tựa cho cuốn Dictionnaire de l'Académie, 1718
- Essai d'une traduction d'Horace, Amsterdam, 1727, in-12
- Bản dịch một số câu ca dao của Horace trong Menagiana quyển II
- Observations critiques sur l'Œdipe de Sophocle